# シルデナフィル
シルデナフィル（Sildenafil）は、勃起不全 (ED、男性機能不全）、指定難病である肺動脈性肺高血圧症（PAH）の治療薬である。
成分は「シルデナフィルクエン酸塩」で同一であるものの、ファイザーのバイアグラ（Viagra） が勃起不全治療薬の商品名（商標）として、レバチオ（Revatio）が肺動脈性高血圧症に対する保険適用の治療薬の商品目(商標)として用いられている。そのため、レバチオを勃起不全目的での処方ケースには保険適用外となると規定されている。
2014年5月13日にファイザーの先発薬「シルデナフィルクエン酸塩」の日本における特許切れにより、他の会社が製造した後発医薬品（ジェネリック医薬品）も存在する。

日本では勃起不全治療目的では、1999年から国内製造・自費購入(自由診療)のみ認可されてきた。2022年2月に「不妊治療で使われる医薬品16品」への保険適用が決まり、早発排卵防止薬である「セトロタイド」や「ガニレスト」、黄体ホルモン剤、シアリスなどと共に、同年4月から処方許可要件を満たした医療機関から「勃起障害による男性不妊」と診断された上で不妊治療用途かつ全要件を満たしたケースに限り、診療報酬適応になった。

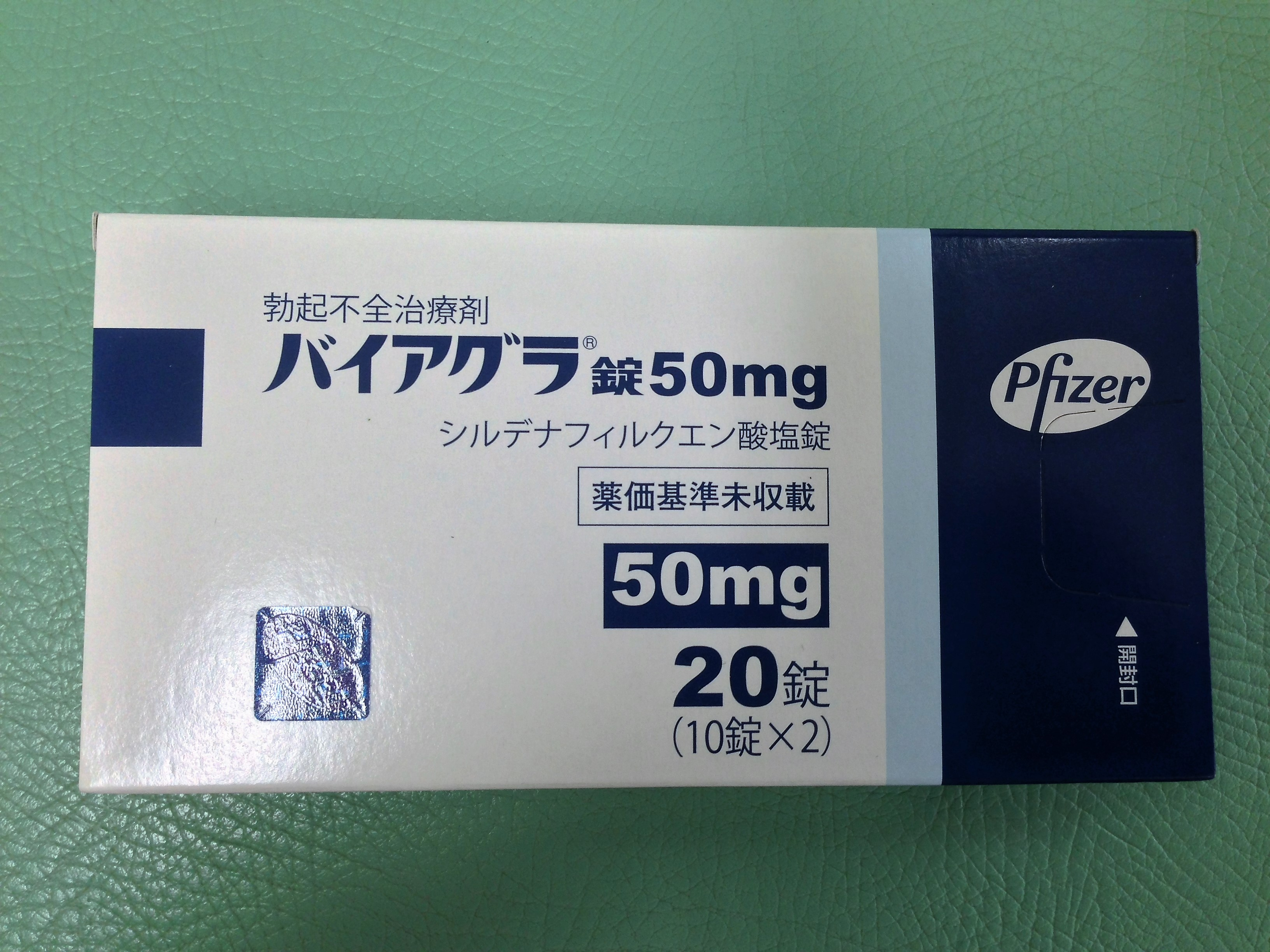
バイアグラ 50mg

## 開発史
シルデナフィルは1990年代前半、狭心症の治療薬として研究・開発が始まった。第1相臨床試験において、狭心症に対する治療効果は捗々しいものではなく、治験の中止を決めるが、被験者が余剰の試験薬を返却するのを渋ったため、理由を問うたところ、僅かであるが陰茎の勃起を促進する作用が認められ、これを適応症として発売されることとなった。
1998年3月27日にアメリカ食品医薬品局の認可を取得し、アメリカ合衆国で発売。性的興奮をもたらす媚薬のような効果は一切ないものの、世界中のマスメディアで誤解や拡大解釈が合わさり、生活改善薬として「夢の薬」「画期的新薬」と騒がれ、ファイザー社の売上・株価は急上昇し、世界的なセンセーションを巻き起こした。しかし同年7月までの間に360万人に処方されたうち、バイアグラを服用した123症例で死亡症例が判明している。

## 作用機序
バイアグラ（シルデナフィル）は、生体内で環状グアノシン一リン酸（cGMP）の分解を行っている5型ホスホジエステラーゼ (PDE-5) の酵素活性を阻害する。これが陰茎周辺部のNO作動性神経に作用して血管を拡張させ、血流量が増えることによって機能すると考えられている。
勃起不全の症状がある場合、この薬を空腹時に性行為の30分くらい前に服用し、性的なリビドーや陰茎に対する物理的刺激を受けて陰茎が勃起することで性行為やオナニーが正常に行える。ただし、性的な気分を高揚させる効果はない。この薬は陰茎の勃起に効果はあるものの精液の量を増やす効果はなく、射精時にあまり精液が出ない、いわゆる「空撃ち」状態になると射精の快感は半減する。

### その他の心血管系作用
シルデナフィルは陰茎に限らず脳を介した血管拡張を促進する作用がある事から、現在種々の疾患に対する適応が研究されている。その例としては、慢性心不全、肺高血圧症（特に新生児（心室中隔欠損症や動脈管開存症）や開心術中・術後、急性肺傷害など）がある。
肺動脈性肺高血圧症治療薬のレバチオは、2008年4月より発売されている。

## 服用方法
性行為の1時間前の服用が推奨される。空腹かつ素面の状態での服用が理想である。どうしても食事が避けられない場合は、空腹時にあらかじめ服用しておく、食後十分な時間（最低2～3時間程度）を空けてから服用するなどの対策が必要である。成分の吸収を妨げやすい油っこい食事は避ける。飲酒については、適量であればリラックス効果によるプラス作用が見込めるため、体質などによっては許容されるケースもある。

## 副作用
作用メカニズムは狭心症の治療に用いるニトログリセリンなどの硝酸エステル系薬剤と同様のものであるため、副作用として血圧の急激かつ大幅な低下によりショック状態となることがある。特に同薬服用時に狭心発作に見舞われ、救急病院に搬送された際、服用者が同薬使用を告げずに硝酸エステル系薬剤を投与され、症状が悪化・最悪の場合には死亡するケースも見られる。
ファイザー側はこの同薬に関する問題に対して、医師・薬剤師への禁忌情報の提供を行うと共に、錠剤パッケージ裏にニトログリセリン等硝酸エステル系薬剤との併用ができない旨を記載している。
海外産の「滋養強壮」「精力強壮」を謳った健康食品・サプリメントの中にはシルデナフィルを含む物もあり、厚生労働省が注意喚起している。
アメリカ食品医薬品局は2007年10月18日、男性性的不全治療薬の服用で突発性難聴になる恐れがあると警告し、ファイザー（バイアグラ）、イーライリリー（シアリス、一般名：タダラフィル）、バイエル（レビトラ、一般名：バルデナフィル）の3商品に対し、品質表示ラベルや取扱説明書に、リスクを詳しく記載するよう求める方針である。

## 日本での状況
1998年3月のアメリカ合衆国での発売直後より、実態が不明の組織によって電柱や電話ボックスへの違法な貼り紙や、スポーツ新聞を中心とした新聞広告や成人を読者層とした雑誌の広告で医薬品の個人輸入として“バイアグラの通信販売を仄めかす広告（伏字と電話番号のみを記載したもの）”が席巻するようになった。
薬事法に反する販売により、偽薬の流通、暴力団への資金源に加担など短期間で社会問題にもなった。ほどなくして同年6月頃より、狭心症を患ってニトログリセリンなどの硝酸エステルを服用している者（主に高齢者）が個人輸入で入手したシルデナフィルで性行為を行った直後に、薬理相互作用によって心停止に陥り腹上死する事例が数件報告されるようになった。
日本での未承認医薬品による副作用死をうけて、厚生省は医薬品の安全性を図るべく、医師の診断・処方箋が必要となる医療用医薬品（現・処方箋医薬品）として正規販売する運びとなった。併用禁忌による副作用死（薬害）抑止の観点もあり、日本国内での臨床試験を実施せずにアメリカ合衆国の承認データを用いる『ブリッジング試験』を新規薬効で初めて用いて、1999年（平成11年）1月25日に製造承認、3月23日よりファイザーから医療機関向けに販売された。ブリッジング試験はフェキソフェナジン（テルフェナジンの代替）、ドネペジルなどの医療用医薬品や、バイアグラ同様に個人輸入で副作用が問題視されたミノキシジル（ダイレクトOTCとして発売）にも適用された。
ただし、正規での入手には医師の診察（問診）を経て処方箋が必要な上、疾病の治療ではなく生活の質（クオリティ・オブ・ライフ）を改善する生活改善薬であるため、勃起不全薬の処方は健康保険の診療報酬が適用されない自由診療扱いとなる。そのため、各医療機関が診療費から調剤薬価まで、自由に価格を設定することができる。
1999年（平成11年）の発売当初は、ファイザーの医薬情報担当者から説明を受けるなど専門知識を習得した泌尿器科（性病科）や特定の一般内科などの医師に限って取り扱われ、患者が問診と血圧測定などの生理的検査を行い、EDと確定されれば処方される仕組みのみであった。なお、この検査において、陰茎を医師の前で露わにしたり触診させる必要はない。
その後2000年代以降は診療科の縛りが無くなり、心療内科や自由診療主体の美容外科においても、問診だけで勃起改善薬を処方するクリニックが開業した。一方、医療機関や調剤薬局へ出向くのが恥ずかしい、安価な海外製バイアグラやジェネリック医薬品を手に入れたい者をターゲットに、依然として個人輸入代行業者による販売が行われている。こうした業者の販売する薬物からは、偽薬あるいは海賊薬が発見される事もある。
日本の医療機関で処方されている剤形は、25 mg 錠または50 mg 錠（一錠に 25 mg ないしは 50 mg の有効成分が含まれる）だが、ファイザーが世界において製造・発売している剤形には、100 mg 錠もある。しかしこの 100 mg 錠は日本での製造承認は出ていないため、出回っているのは海外製のみである。
2014年（平成26年）5月に、シルデナフィルの成分特許が切れたことから、それ以降は日本の後発医薬品メーカーが製造した製品が発売・流通されている。ただし日本での入手には、引き続き医師の処方箋が必要な『処方箋医薬品』である。

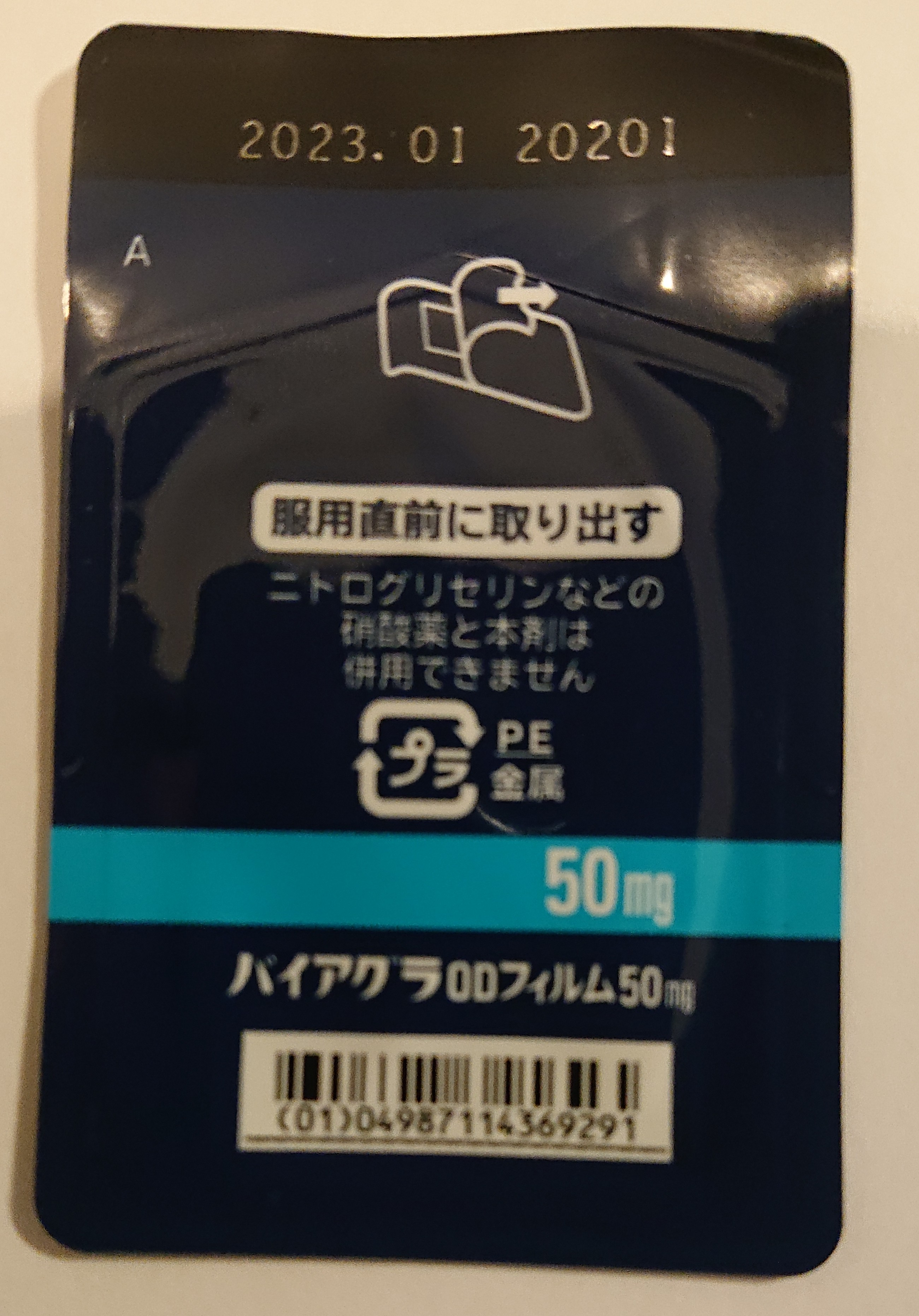
バイアグラOD（速溶）フィルム。水なしで服用できる。

2016年10月21日、ファイザーは「バイアグラODフィルム」を日本で発売開始した。勃起不全治療薬として日本で最初に発売されたODフィルム製剤で、口腔内で速やかに溶け、水なしで服用が可能。
1990年に承認申請が提出されたまま棚差し状態だった低用量ピルも、1999年6月に日本でようやく医療用医薬品として厚生省に承認された。バイアグラの迅速承認が『男性本位』との批判が起こったことが、低容量ピル承認と関係しているとの見解もある。
2024年11月、厚生労働省は勃起不全（ED）治療に用いる医療用医薬品OTC化検討に入った。スイッチOTC推進フォーラムでは、医師の働き方改革を考慮し医師と薬剤師が協働する中、OTCの価値を見出していくことが重要との意見が出ている。一方で、バイアグラ利用者による性暴力被害者は緊急避妊薬のOTC化が進まない現状に疑問を呈している。

### スパム関連
勃起不全の性機能障害は男性にとって、同一性への脅威であると共に、専門医に対しても相談しにくい症状である。このためインターネットの通信販売においては、常に一定量の需要があり、それを相手とした市場も存在する。その一方で、迷惑メールの宣伝行為を行う前出の個人輸入代行による業者も多く、これら業者の活動が、一般のインターネット利用者からは問題視される事態も発生している。
特に迷惑メールでは、無差別に送信される事もあり、また用途（性行為に関する不具合を改善する治療薬）に絡んで、本来これらの情報に触れるべきではないと考えられている児童に対しても、同種の広告が届く事もあるため、現代におけるインターネット上の社会問題となっている。
一方、同薬の効能が世間に広く知られるにつれ、偽物の薬品を高値で売りつける業者もあるとされ、こちらも問題となっている。
また日本では、販売が認可されていない 100 mg 錠を扱う業者もあり、2003年10月6日には、同錠を扱った宮城県仙台市の業者が逮捕される事件も発生している。また、2013年には、偽物のバイアグラを海外在住の兄弟を通じて、密輸入しようとした男性が、逮捕されている。

## コピー版や偽バイアグラ
インドの Ajanta Pharma が製造しているカマグラ、RANBAXY のカベルタ、Zydus Alidac のペネグラが発売されている。背景としては、医薬品に関する特許には「成分特許」と「製法特許」の2種類があるが、インドでは2005年までは「製法特許」だけ認めていたため、成分が全く同じ化合物であっても製法さえ異なれば、2005年までに特許を取得して以後も、合法的に薬品を製造販売を継続することが可能である。
そのため、インドでは多くのコピー品が作られ、先発医薬品よりも安価で販売されている。コピー薬の効果は、バイアグラと同じであるが、価格は概ね6分の1ほどである。これらもバイアグラ同様に個人代行輸入業者が取り扱っており、個人で使用する目的で日本に輸入することは合法であるが、厚生労働省は推奨していない。成分特許を認める国家においては、シルデナフィル自体の成分特許が有効である。
インドで合法的に製造されている薬とは別に、ファイザーのバイアグラに似せた偽造品（「Pfizer」「VGR 100」などと書かれた青色の錠剤）も出回っている。見た目では判別出来ず、シルデナフィル含有量や製造過程での衛生管理・品質管理に問題のあるものも多い。
財務省（税関局を管轄する）によると、平成27年度に日本の税関が差し止めた偽造医薬品は1030件（計約8万9000錠）であるが、大半が偽「ED治療薬」だった。厚生労働省も平成27年度において、約2000件の偽造薬の販売サイトを閉鎖させるなどの対応を行っていた。
また、日本国内でバイアグラを製造・販売しているファイザー、バイエル薬品、日本新薬、日本イーライリリーの4社が、インターネットで入手したED治療薬を鑑定調査したところ、4割が見た目だと見分けのつかない成分皆無や危険な成分過剰な偽造品だったことが判明した。「海外製のジェネリック医薬品」と偽られた薬品の服用は危険だと報道された。見た目では判別出来ず、シルデナフィル含有量や製造過程での衛生管理・品質管理に問題のあるものも多いとされる。（ただし、これらの報告は国内正規製造元によるものである点には留意すべきである）

## 後発医薬品（ジェネリック医薬品）
シルデナフィルに関して、ファイザーが有する特許のうち、日本国内におけるシルデナフィルとしての物質特許は、2013年（平成25年）5月17日に満了、勃起不全治療薬バイアグラとしての用途特許は、2014年（平成26年）5月13日に満了した。
そのため、バイアグラの後発医薬品（ジェネリック医薬品）の発売が、日本でも合法となり、2014年（平成26年）5月には、東和薬品から日本初の後発医薬品がOD錠で発売され、その後10社以上から、品質の確かな一般成分名製剤『シルデナフィル錠25mgVI「会社名」』『シルデナフィル錠50mgVI「会社名」』の販売名で発売されている。バイアグラとバイアグラジェネリックとで、効果効能に差はない。